# Gil Perez Conde
Gil Perez Conde (fl. XIII secolo) è stato un trovatore portoghese, attivo nei decenni centrali del XIII secolo, probabilmente esiliato nel 1248 dopo la guerra tra Alfonso III e Sancho II del Portogallo..
Fu autore di 18 componimenti poetici: una cantiga de amor convenzionale, una cantiga de amor in tono giocoso, una cantiga de amor di tono anti-cortese, otto satire politiche, una satira letteraria, due satire morali, e quattro cantigas de escarnio.